# Domenico Boscho
Domenico Boscho (* unbekannt; † 13. September 1721 in Graz) war ein italienischer Stuckateur der in der Steiermark tätig war. In der Literatur wird sein Vorname auch als Domenicus oder Johannes Domenicus und sein Nachname als Bosco, Poscho, Poschuo oder Wotschkä angegeben.

## Herkunft und Leben
Wann und wo Domenico Boscho geboren wurde, ist nicht bekannt. Es gilt lediglich als sicher, dass er aus Italien stammt; vermutlich hatte er einen dauerhaften Wohnsitz in Graz. Eine Verwandtschaft von Boscho mit der mailändischen Familie Boscogo oder der italienischen Stuckateur-Familie Bossi lässt sich nicht belegen. Auch dass es sich bei ihm und dem um 1670 in Osnabrück tätigen Domenico Bosso um dieselbe Person handelt, gilt als unwahrscheinlich.
Es ist belegt, dass Boscho im Jahr 1695 als Geselle für den Grazer Stuckateur Anton Therugy arbeitete, da er zusammen mit den Gesellen Anton Berloscho und Peter Zaar gegen Therugy einen Prozess wegen eines geschuldeten Arbeiterlohns führte. Es scheint aber, dass Boscho bereits zuvor selbständig gearbeitet hat, worauf eine auf den 16. Juli 1693 datierte Stuckdecke im Schloss Hainfeld mit seiner Signatur hinweist. 1699 kam seine Tochter Eva Maria Spuria in Graz zur Welt.
Um 1705 arbeitete er im Auftrag des Abtes Martin Prunmayr im Stift Neuberg. Ab 1706 war er im Auftrag von Ignaz Maria Graf Attems zusammen mit Carlo Francesco Casagrande und Peter Zaar am Palais Attems tätig. Im Jahr 1721 arbeitete er zusammen mit Carlo Federigo Formentini an den Stuckaturen der Wallfahrtskirche Maria Freienstein in Sankt Peter-Freienstein.

## Stil
Sein Stil wandelte sich mit der Zeit und vermutlich unter dem Einfluss von Carlo Francesco Casagrande vom Hochbarock hin zum beginnenden Bandelwerk. Charakteristisch für Boscho sind enggedrängte Puttenleiber und polychrome Akanthusranken.

## Werke
Zu Boschos Werken zählen:

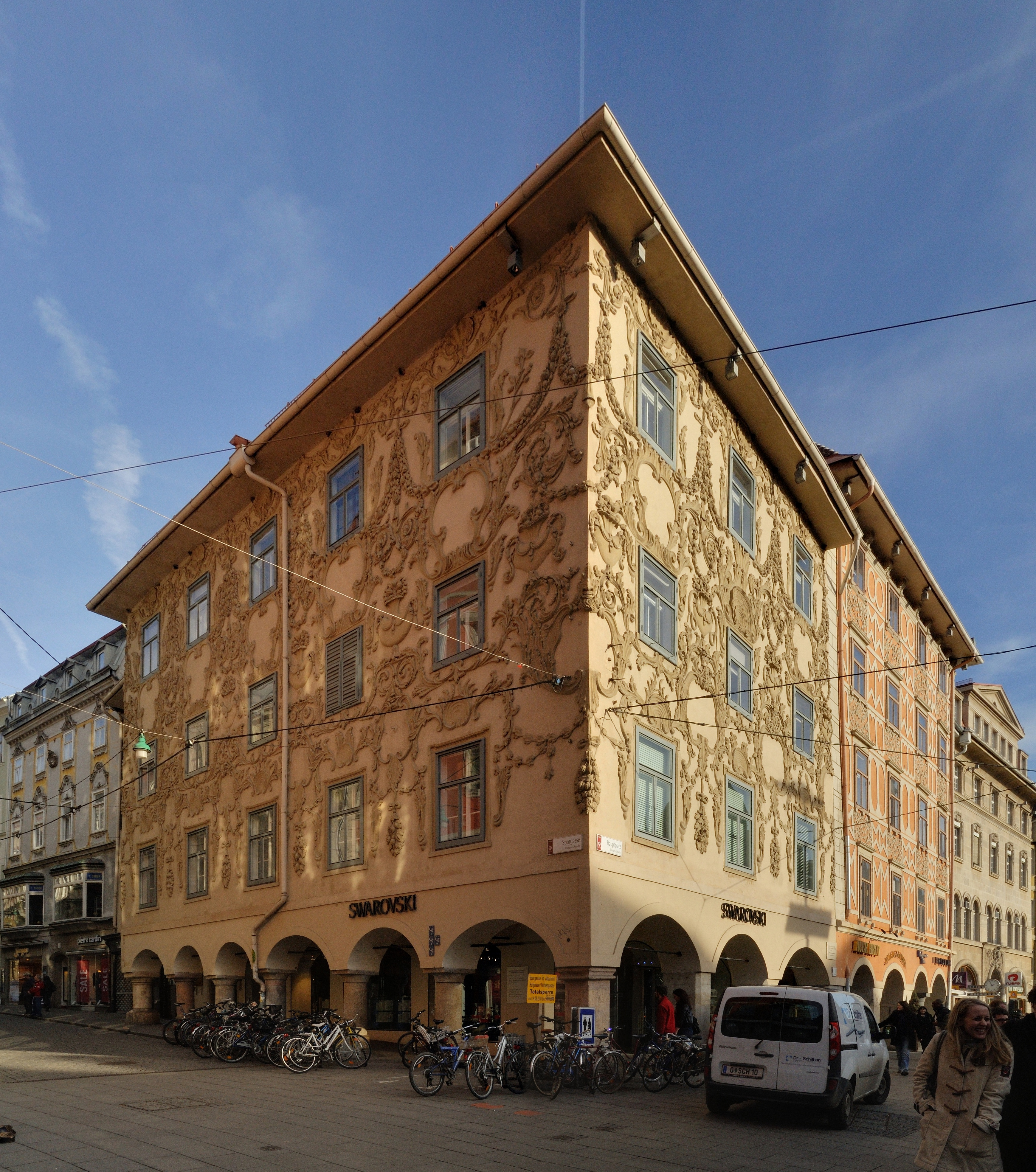
Die Fassade des Luegg-Hauses in Graz

- Der Fassadenstuck am sogenannten Luegg-Haus an der Ecke Sporgasse/Hauptplatz in Graz. Wobei es nicht als sicher gilt, ob diese Arbeiten nicht von einer Werkstatt unter der Führung von Boscho ausgeführt wurden.
- Ein breitlappiger Akanthusstuck aus der Zeit um 1690 bis 1693 am Gewölbe der ehemaligen Annakapelle in der Grazer Herrengasse 23, in der sich seit 1828 ein Geschäftslokal befindet.
- reich verzierte Stuckdecken aus dem Jahr 1693 im Schloss Hainfeld in der Gemeinde Leitersdorf im Raabtal
- Deckenstuckaturen und Stuckarbeiten aus den Jahren 1692 bis 1694 an den Fensternischen des Grazer Jesuitenkollegs
- Stuckaturen aus dem Jahr 1700 in der West- und in der Kreuzkapelle der Stiftskirche des Stiftes Vorau
- Aus dem Jahr 1703 stammende Stuckaturen an der Wand des Chores der Basilika von Mariazell, die zusammen mit Carlo Francesco Casagrande gestaltet wurden.
- Deckenstuckaturen aus dem Jahr 1704 in der Grazer Kalvarienbergkirche
- auf das Jahr 1705 datierter, plastischer Supraporten-Stuckdeckor im Dormitorium des Stiftes Neuberg
- Zusammen mit Carlo Francesco Casagrande und Peter Zaar gestaltete Boscho ab dem Jahr 1706 Stuckarbeiten in den Stiegenhäusern und Decken des Palais Attems in Graz
- in Zusammenarbeit mit Carlo Francesco Casagrande Stuckaturen im Grazer Admonterhof aus dem Jahr 1706
- zusammen mit Carlo Francesco Casagrande gestaltete Boscho Stuckaturen im Minoritenkloster Mariahilf in Graz
- im Jahr 1721 zusammen mit Carlo Federigo Formentini die, heute nicht mehr erhaltenen, Stuckdecken in der Wallfahrtskirche Maria Freienstein in Sankt Peter-Freienstein
- wahrscheinlich die Stuckarbeiten im Langhausgewölbe und im Chor der ehemaligen Stiftskirche des Stiftes Stainz.

Weiters gibt es in der Steiermark mehrere Stuckarbeiten, die in seiner Art ausgeführt wurden und die eine Werkstatt vermuten lassen.